# Miguel Pereira
Miguel Pereira è un comune del Brasile nello Stato di Rio de Janeiro, parte della mesoregione Metropolitana di Rio de Janeiro e della microregione di Vassouras.

## Storia
Fino al 1700, la regione era abitata da indiani incoronati (puris). In quel secolo, gli indiani divennero abitanti del villaggio in missioni religiose.[8]
L'evoluzione storica di Miguel Pereira è legata a quella di Vassouras e Paty do Alferes, e all'espansione della cultura del caffè nella valle del Rio Paraíba do Sul.
L'occupazione di origine europea nell'area di Miguel Pereira ebbe origine nelle prime esplorazioni di discendenti europei che miravano ad attraversare la Serra do Mar. Tali esplorazioni sono continuate con l'apertura fatta da Garcia Rodrigues Paes del Caminho Novo do Tinguá, tra Rio de Janeiro e Minas Gerais.
I mandriani che risalivano il Rio das Mortes verso la Sacra Família do Tinguá (attualmente una frazione del comune di Engenheiro Paulo de Frontin), fissarono un punto di passaggio in una piccola pianura alluvionale. Inizialmente il luogo era conosciuto come Barreiros o Tejuco, perché lì si impantanavano le truppe di asini che percorrevano la Nuova Via. Successivamente fu ribattezzato Estiva, dal nome di un intreccio di bambù che i mandriani mettevano nei sentieri degli asini per superare il fango durante il loro viaggio.
Alcune piccole piantagioni sono apparse nella regione durante il XVIII secolo. Questi producevano zucchero o, più spesso, alimenti per il consumo a Rio de Janeiro. Nel 1770 fu fondata la Fazenda da Piedade de Vera Cruz, che sarebbe diventata importante come produttore di caffè nella regione. Le terre dell'attuale comune di Miguel Pereira erano, quindi, amministrativamente e religiosamente subordinate alla Parrocchia di Nossa Senhora da Conceição do Alferes, attuale Paty do Alferes.
Le piantagioni di caffè si espansero all'inizio del XIX secolo, alimentate dal lavoro schiavo, costituendo un fattore di progresso e di accentuato dinamismo dell'economia locale. Questo impeto di sviluppo motivò la parrocchia ad essere elevata alla posizione di villaggio di Nossa Senhora da Conceição do Alferes, nel 1820. Tuttavia, subito dopo, nel 1837, la sede del villaggio fu trasferita al villaggio di Vassouras, restituendo Paty do Ensign al condizione di parrocchia. Nel 1857 il villaggio di Vassouras fu trasformato in città e sede del comune che amministrava le attuali terre di Miguel Pereira.
Lo sviluppo della regione è stato solo nelle piantagioni di caffè, praticamente senza sviluppo urbano. Fu solo dopo la costruzione della Capela do Santo Antônio nel 1898 che i coloni di Estiva iniziarono a costruire le loro umili case e a formare un incipiente commercio in un nucleo urbano, incoraggiando così l'arrivo di nuovi residenti nel luogo.
Nonostante il declino economico dovuto all'abolizione della schiavitù nel 1888 e l'esaurimento delle terre a causa dello sfruttamento inadeguato delle piantagioni di caffè, lo sviluppo urbano è stato potenziato all'inizio del XX secolo, quando la linea di Estrada de Ferro Melhoramentos (incorporata al Centro do Brasil Railroad nel 1903), che, partendo da Japeri, nella Baixada Fluminense, raggiunse il fiume Paraíba do Sul nella città di Paraíba do Sul. L'asse ferroviario stimolò la nascita di insediamenti che, per la maggior parte, ospitavano gli stessi ferrovieri. È il caso del Governador Portela, dove parte delle aree urbane era di proprietà della Rete Ferroviaria Federale (RFFSA), che ha costruito un intero villaggio residenziale per i ferrovieri. Questa caratteristica è responsabile dello sviluppo della sede del distretto che avrebbe avuto luogo prima di Estiva, l'attuale Miguel Pereira.

## Geografia
Secondo la divisione regionale in vigore dal 2017, istituita dall'IBGE, il comune appartiene alle regioni geografiche intermedie di Volta Redonda-Barra Mansa e Immediate di Valença.[2] Fino ad allora, con l'esistenza di divisioni in microregioni e mesoregioni, faceva parte della microregione di Vassouras, che a sua volta era inclusa nella mesoregione metropolitana di Rio de Janeiro.
Si trova a 22º27'14" di latitudine sud e 43º28'08" di longitudine ovest, ad un'altitudine di 618 metri. Ha la curiosa forma di un pesce, che si trova praticamente nella Riserva Biologica di Tinguá, che, recentemente, ha gareggiato per uno dei posti delle 7 Meraviglie di Rio promossi dal quotidiano "O Globo". Le sue dolci colline e le sue montagne bluastre riparano ammirevoli cascate e fiumi sereni e acque cristalline. Si trova in un'area della foresta atlantica, con una vasta fauna e flora.
È noto per la qualità della sua produzione di latte e latticini, foglie di alloro, fiori, dolci, artigianato, salsicce e cachaça.

### Clima
Miguel Pereira ha un clima tropicale di altitudine Cwa, con una temperatura media massima estiva di 24,6 gradi Celsius e una temperatura media minima estiva di 17,6 gradi. In inverno, la media massima è 18,7 e la media minima è 10,3. Con temperatura massima registrata di 35,7 e temperatura minima registrata di località climatica.
Miguel Pereira è una città di montagna per eccellenza, è considerato uno dei migliori climi del mondo grazie alla sua temperatura media annuale costante e alle precipitazioni ben distribuite durante tutto l'anno. Recentemente ha vinto il titolo di Resort Climatico. Si tratta di una tradizionale località di villeggiatura estiva e dispone di campi vacanza per molte categorie professionali.

### Idrografia
Tra il primo e il secondo distretto si trova il Lago Javary, formato dallo sbarramento del Córrego do Saco nella città di Barão de Javary, occupa una vasta area e ha un ponte rustico che collega le sue sponde. È una delle cartoline della città e il suo accesso è facilitato dall'essere sulla strada per il centro e con una delle sue sponde delimitata dalla RJ-125, il viale principale della città.
Nell'area della Riserva Biologica di Tinguá si trova la sorgente del Rio Santana, che fa parte di un sistema idrico del Rio Guandu che alimenta con acqua potabile la Baixada Fluminense e buona parte di Rio de Janeiro. La riserva ha anche un impianto di trattamento delle acque dell'epoca dell'Impero, da dove proveniva la maggior parte dell'acqua potabile della città.